# Saropogon comosus
Saropogon comosus är en tvåvingeart som beskrevs av Friedrich Hermann Loew 1869. Saropogon comosus ingår i släktet Saropogon och familjen rovflugor. Inga underarter finns listade i Catalogue of Life.